# Плетньове
Плетньо́ве — село в Україні, у Лебединській міській громаді Сумського району Сумської області. Населення становить 9 осіб.

## Географія
Село Плетньове знаходиться на одному з витоків річки Лозова, нижче за течією на відстані 3,5 км розташоване село Олександрівка. За 2 км розташоване село Курган.

## Історія
12 червня 2020 року, відповідно до Розпорядження Кабінету Міністрів України № 723-р «Про визначення адміністративних центрів та затвердження територій територіальних громад Сумської області» увійшло до складу Лебединської міської громади.
19 липня 2020 року, після ліквідації Лебединського району, село увійшло до Сумського району.